# كلية الزراعة (جامعة المنوفية)
كلية الزراعة بجامعة المنوفية تعد النواة الأولى لجامعة المنوفية، حيث أنشئت كمعهد عالي زراعي في أكتوبر 1942. تضم خمسة عشر قسما تقدم الدارسة والبحث في المجالات الآتية: المحاصيل الزراعية، الأراضي، الإنتاج الحيواني، النبات، الوراثة. ومركز الاستشارات والأبحاث الزراعية، كما يوجد مركز للخدمات العامة، يضم العديد من الوحدات ذات الطابع الخاص لخدمة المجتمع.

## تاريخ الكلية
أنشئت كمعهد عالي زراعي في أكتوبر 1942 تابعا لوزارة المعارف العمومية في مبنى كانت تشغله مدرسة الزراعة المتوسطة بمدينة شبين الكوم. تحول المعهد العالي الزراعي بشبين الكوم إلى نواة كلية الزراعة- جامعة إبراهيم باشا الكبير، والتي تحولت فيما بعد إلى جامعة عين شمس وتم نقلها إلى القاهرة عام 1954. أعيد إنشاء المعهد العالي الزراعي بشبين الكوم عام 1958 تابعا لوزارة التعليم العالي. حول المعهد العالي الزراعي بشبين الكوم إلى كلية الزراعة تابعة لجامعة عين شمس عام 1969 ثم جامعة الزقازيق عام 1972 ثم جامعة طنطا عام 1975 إلى أن أصبحت تابعة لجامعة المنوفية عام 1976.
تم إدخال نظام التخصص بكلية الزراعة عام 1978/ 1979. تتكون الكلية من خمسة عشر قسما علميا، ويشمل بعضها فروعا تخصصية ذات كيان متميز. تمنح جامعة المنوفية بناء على طلب مجلس كلية الزراعة درجة البكالوريوس في العلوم الزراعية في أحد المجالات والشعب التخصصية ولنيل درجة البكالوريوس في العلوم الزراعية هي أربعة أعوام جامعية تتكون من ثمانية فصول دراسية ومدة الدراسة ثمانية فصول دراسية، ومدة كل فصل دراسي 15 أسبوعا يعقبها لامتحان التحريري ويقوم الطالب بدراسة عدد من المقررات بما لا يقل عن مجموع وحداتها الدراسية 145 وحدة على مدى سنوات الدراسة.

## الاقسام العلمية
- قسم الهندسة الزراعية.
- قسم البساتين.
- قسم النبات الزراعي.
- قسم الحشرات الاقتصادية والحيوان الزراعي.
- قسم إنتاج الدواجن.
- قسم الإنتاج الحيواني.
- قسم الوراثة.
- قسم المحاصيل.
- قسم علوم وتكنولوجيا الألبان.
- قسم علوم وتكنولوجيا الأغذية.
- قسم الكيمياء الحيوية الزراعية.
- قسم علوم الأراضي والمياه.
- قسم الاقتصاد الزراعي
- قسم وقاية النبات
- قسم الإرشاد الزراعى والمجتمع الريفى

## الدرجات العلمية
- درجة البكالوريوس في العلوم الزراعية.
- دبلومات الدراسات العليا.
- درجة الماجستير في العلوم الزراعية.
- درجة دكتور الفلسفة في العلوم الزراعية.

## المعامل المتميزة
- معامل قسم النبات الزراعي.
- معامل قسم علوم الأراضي.
- معامل قسم الإنتاج الحيواني.
- معامل قسم إنتاج الدواجن.
- معامل قسم الكيمياء الحيوية.
- معامل قسم مبيدات الآفات.
- معامل قسم علوم وتكنولوجيا الألبان.
- معامل قسم الحشرات الاقتصادية والحيوان الزراعي.

## الوحدات ذات الطابع الخاص
- وحدة تجارب وبحوث الإنتاج الحيواني بطوخ طنبشا.
- مركـز الخـدمة العـامة.
- وحدة بحوث وإنتاج الوجبات الغذائية الصحية.
- مركـز التجارب والبحوث